# Jaskinia w Cycku
Jaskinia w Cycku – jaskinia w dolinie Jaworzynce w Tatrach Zachodnich. Wejście do niej znajduje się na zachodnim stoku Boczania, u podnóża skałki nazywanej Cycek, na wysokości 1110 m n.p.m. Długość jaskini wynosi 18 metrów, a jej deniwelacja 6 metrów.

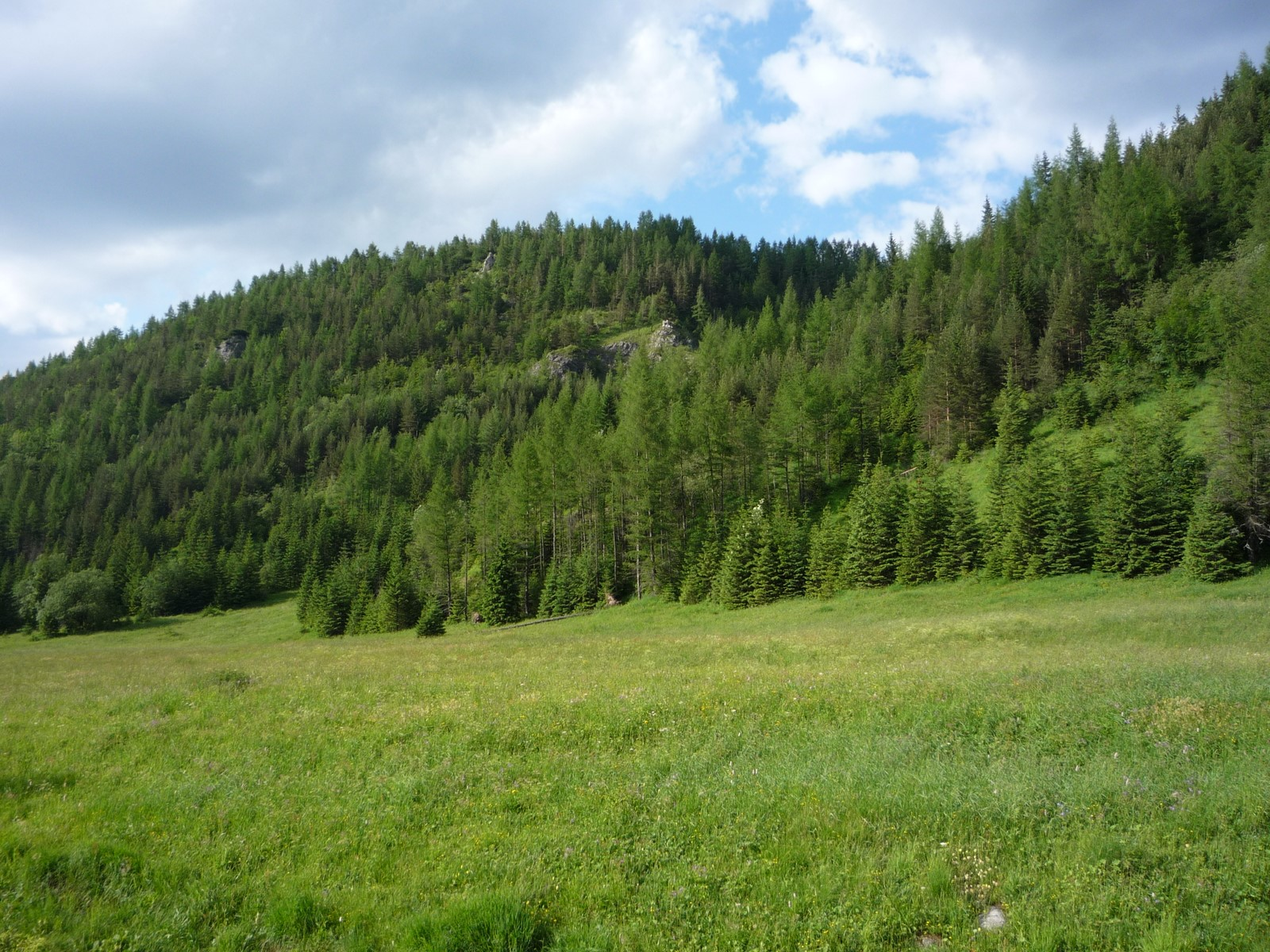
Boczań. Widok z doliny Jaworzynki

## Opis jaskini
Jaskinia jest niewielka. Stanowi ją korytarz, który od otworu wejściowego idzie stromo w dół do małej salki, dalej staje się poziomy, zwęża się i przechodzi w szczelinę.
W szczelinie znajduje się zacisk, za którym jest kolejna salka. Z niej przez kolejny zacisk można przedostać się do końcowego zawaliska.

## Przyroda
W jaskini można spotkać polewy kalcytowe i nacieki grzybkowe. W drugiej salce znajdują się niewielkie stalagmity.
Ściany jaskini są mokre, występuje w niej deszcz podziemny.

## Historia odkryć
Jaskinię odkrył w lutym 1996 roku B. Boczek i zbadał do zacisku. 14 marca K. Nędza-Kubiniec przeszedł przez zacisk i dotarł do końca jaskini.
Tego samego roku jej opis i plan sporządził T. Zwijacz-Kozica przy współpracy G. Albrzykowskiego, B. Boczka i K. Nędzy-Kubińca.